# Liste der denkmalgeschützten Objekte in Keszthely
Die Liste der denkmalgeschützten Objekte in Keszthely enthält die denkmalgeschützten Objekte in Keszthely mit ihrem amtlichen Kennzeichen entnommen aus den Denkmallisten auf den Web-Seiten von muemlekem.hu (Baudenkmale in Ungarn).
Die folgenden Angaben ersetzen nicht die rechtsverbindliche Auskunft der Denkmalbehörde.

## Keszthely
| Lage | Objekt | Beschreibung                                                                                      | DenkmalNr. | Bild |
| --- | --- | ------------------------------------------------------------------------------------------------- | ---------- | --- |
| Kastély u. 11. (Standort) | Amazon Hotel, Kastély u. 11. | Amazon Hotel                                                                                      | 10878      | BW |
| (Standort) | Balaton Hotel | Balaton Hotel                                                                                     | 11973      | Balaton Hotel                                                                                               |
| Kossuth u. 12. (Standort) | Berényi-Haus, Kossuth u. 12. | Berényi-Haus                                                                                      | 10886      | BW |
| Helikon u. 15. (Standort) | Berzsenyi-Villa, Helikon u. 15. | Berzsenyi-Villa                                                                                   | 10873      | BW |
| Georgikon u. 16. (Standort) | Gericht, Georgikon u. 16. | Gericht                                                                                           | -4084      | BW |
| Kossuth u. 45. (Standort) | Csány-Schule, Kossuth u. 45. | Csány-Schule                                                                                      | 10896      | BW |
| Deák F. u. 16. (Standort) | Universität, Deák F. u. 16. | Universität                                                                                       | -4047      | BW |
| Deák F. u. 57. (Standort) | Universität, Deák F. u. 57. | Universität                                                                                       | -4057      | BW |
| Kastély u. 1., Georgikon u. 1., 21., 21/A,B,C, Sorponi u. 2., Lehel u. 2., Bástya u. 2 - 4- 6., Kastély u. 1.; Georgikon u. 1., 21., 21/a, b, c; Soproni u. 2.; Lehel u. 2.; Bástya (Standort) | Festetics-Schloss und Park, Kastély u. 1., Georgikon u. 1., 21., 21/A,B,C, Sorponi u. 2., Lehel u. 2., Bástya u. 2 - 4- 6., Kastély u. 1.; Georgikon u. 1., 21., 21/a, b, c; Soproni u. 2.; Lehel u. 2.; Bástya | Festetics-Schloss und Park                                                                        | 10876      | weitere Bilder                                                                                              |
| Fenékpuszta 1. (Standort) | Festetics-Landhaus, Fenékpuszta 1. | Festetics-Landhaus                                                                                | 10861      | weitere Bilder                                                                                              |
| Szent Miklós temető (Standort) | Festetics-Mausoleum, Szent Miklós temető | Festetics-Mausoleum                                                                               | 10906      | weitere Bilder                                                                                              |
| Fenékpuszta 4., 5. (Standort) | Gazdasági Gebäude, Fenékpuszta 4., 5. | Gazdasági Gebäude                                                                                 | 10862      | BW |
| Georgikon u. 20. (Standort) | Georgikon Schule, Georgikon u. 20. | Georgikon Schule                                                                                  | 10870      | BW |
| Bercsényi u. 65. - Georgikon u. 20. mögött, Bercsényi u. 65., Georgikon u. 20. sz. mögött (Standort)                                                                                           | Georgikon-Museum, Bercsényi u. 65. - Georgikon u. 20. mögött, Bercsényi u. 65., Georgikon u. 20. sz. mögött | Georgikon-Museum                                                                                  | 10858      | Georgikon-Museum, Bercsényi u. 65. - Georgikon u. 20. mögött, Bercsényi u. 65., Georgikon u. 20. sz. mögött |
| Kossuth u. 22. (Standort) | Goldmark-Haus, Kossuth u. 22. | Goldmark-Haus                                                                                     | 10890      | weitere Bilder                                                                                              |
| Kossuth Lajos. u. 37. (Standort) | Apotheke, Kossuth Lajos. u. 37. | Apotheke                                                                                          | -4108      | weitere Bilder                                                                                              |
| (Standort) | Hotel Hullám | Hotel Hullám                                                                                      | 11974      | BW |
| Kastély u. 1. (Standort) | Immaculata-Statue, Kastély u. 1. | Immaculata-Statue                                                                                 | 10874      | BW |
| Jókai u. 3. (Standort) | Büro, Jókai u. 3. | Büro                                                                                              | -4092      | BW |
| Kossuth Lajos. u. 42. (Standort) | Bürohaus, Kossuth Lajos. u. 42. | Bürohaus                                                                                          | -4109      | BW |
| Kossuth Lajos. u. 75. (Standort) | Schule, Kossuth Lajos. u. 75. | Schule                                                                                            | -4116      | BW |
| Sopron u. 2. (Standort) | Hospital, Sopron u. 2. | Hospital                                                                                          | 10902      | BW |
| Georgikon u. 1. (Standort) | Stallung, Georgikon u. 1. | Stallung                                                                                          | 10869      | BW |
| Pál u. (Standort) | Steinkreuz, Pál u. | Steinkreuz                                                                                        | -4122      | BW |
| Balatonpart, Szigetfürdő (Standort) | öffentliches Gebäude, Balatonpart, Szigetfürdő | öffentliches Gebäude                                                                              | -4040      | BW |
| Deák F. u. 2/A. (Standort) | öffentliches Gebäude, Deák F. u. 2/A. | öffentliches Gebäude                                                                              | -4046      | BW |
| Deák F. u. 47. (Standort) | öffentliches Gebäude, Deák F. u. 47. | öffentliches Gebäude                                                                              | -4056      | BW |
| Ady u. 20. (Standort) | Wohngebäude, Ady u. 20. | Wohngebäude                                                                                       | -4037      | BW |
| Arany J. u. 19. (Standort) | Wohngebäude, Arany J. u. 19. | Wohngebäude                                                                                       | -4038      | BW |
| Balaton u. 20. (Standort) | Wohngebäude, Balaton u. 20. | Wohngebäude                                                                                       | -4039      | BW |
| Baross G. u. 8. (Standort) | Wohngebäude, Baross G. u. 8. | Wohngebäude                                                                                       | -4043      | BW |
| Bem u. 35. (Standort) | Wohngebäude, Bem u. 35. | Wohngebäude                                                                                       | -4044      | BW |
| Csány u. 5. (Standort) | Wohngebäude, Csány u. 5. | Wohngebäude                                                                                       | -4045      | BW |
| Deák F. u. 31. (Standort) | Wohngebäude, Deák F. u. 31. | Wohngebäude                                                                                       | -4050      | BW |
| Deák F. u. 32. (Standort) | Wohngebäude, Deák F. u. 32. | Wohngebäude                                                                                       | -4052      | BW |
| Deák F. u. 35. (Standort) | Wohngebäude, Deák F. u. 35. | Wohngebäude                                                                                       | -4053      | BW |
| Deák F. u. 43. (Standort) | Wohngebäude, Deák F. u. 43. | Wohngebäude                                                                                       | -4054      | BW |
| Deák F. u. 39. (Standort) | Wohngebäude, Deák F. u. 39. | Wohngebäude                                                                                       | -4055      | BW |
| Erzsébet királyné u.17. (Standort) | Wohngebäude, Erzsébet királyné u.17. | Wohngebäude                                                                                       | -4059      | BW |
| Erzsébet királyné u. 26. (Standort) | Wohngebäude, Erzsébet királyné u. 26. | Wohngebäude                                                                                       | -4060      | BW |
| Erzsébet királyné u. 27. (Standort) | Wohngebäude, Erzsébet királyné u. 27. | Wohngebäude                                                                                       | -4061      | BW |
| Erzsébet királyné u. 28. (Standort) | Wohngebäude, Erzsébet királyné u. 28. | Wohngebäude                                                                                       | -4062      | BW |
| Erzsébet királyné u. 29. (Standort) | Wohngebäude, Erzsébet királyné u. 29. | Wohngebäude                                                                                       | -4063      | BW |
| Erzsébet királyné u. 30 (Standort) | Wohngebäude, Erzsébet királyné u. 30 | Wohngebäude                                                                                       | -4064      | Wohngebäude, Erzsébet királyné u. 30                                                                        |
| Erzsébet királyné u. 31. (Standort) | Wohngebäude, Erzsébet királyné u. 31. | Wohngebäude                                                                                       | -4065      | BW |
| Erzsébet királyné u. 36. (Standort) | Wohngebäude, Erzsébet királyné u. 36. | Wohngebäude                                                                                       | -4066      | BW |
| Erzsébet királyné u. 38. (Standort) | Wohngebäude, Erzsébet királyné u. 38. | Wohngebäude                                                                                       | -4067      | BW |
| Erzsébet királyné u. 48. (Standort) | Wohngebäude, Erzsébet királyné u. 48. | Wohngebäude                                                                                       | -4068      | BW |
| Erzsébet királyné u. 52. (Standort) | Wohngebäude, Erzsébet királyné u. 52. | Wohngebäude                                                                                       | -4069      | BW |
| Erzsébet királyné u. 54. (Standort) | Wohngebäude, Erzsébet királyné u. 54. | Wohngebäude                                                                                       | -4070      | BW |
| Erzsébet királyné u. 56. (Standort) | Wohngebäude, Erzsébet királyné u. 56. | Wohngebäude                                                                                       | -4071      | BW |
| Erzsébet királyné u. 64. (Standort) | Wohngebäude, Erzsébet királyné u. 64. | Wohngebäude                                                                                       | -4072      | BW |
| Erzsébet királyné u. 66. (Standort) | Wohngebäude, Erzsébet királyné u. 66. | Wohngebäude                                                                                       | -4073      | BW |
| Erzsébet királyné u. 70. (Standort) | Wohngebäude, Erzsébet királyné u. 70. | Wohngebäude                                                                                       | -4074      | BW |
| Erzsébet királyné u. 74. (Standort) | Wohngebäude, Erzsébet királyné u. 74. | Wohngebäude                                                                                       | -4075      | BW |
| Fő tér 2. (Standort) | Wohngebäude, Fő tér 2. | Wohngebäude                                                                                       | -4076      | BW |
| Fő tér 9. (Standort) | Wohngebäude, Fő tér 9. | Wohngebäude                                                                                       | -4078      | BW |
| Georgikon u. 4. (Standort) | Wohngebäude, Georgikon u. 4. | Wohngebäude                                                                                       | -4079      | BW |
| Georgikon u. 6. (Standort) | Wohngebäude, Georgikon u. 6. | Wohngebäude                                                                                       | -4080      | BW |
| Georgikon u. 8. (Standort) | Wohngebäude, Georgikon u. 8. | Wohngebäude                                                                                       | -4081      | BW |
| Georgikon u. 9. (Standort) | Wohngebäude, Georgikon u. 9. | Wohngebäude                                                                                       | -4082      | BW |
| Georgikon u. 15-13. (Standort) | Wohngebäude, Georgikon u. 15-13. | Wohngebäude                                                                                       | -4083      | BW |
| Helikon u. 20. (Standort) | Wohngebäude, Helikon u. 20. | Wohngebäude                                                                                       | -4086      | BW |
| Helikon u. 22. (Standort) | Wohngebäude, Helikon u. 22. | Wohngebäude                                                                                       | -4087      | BW |
| Helikon u. 30. (Standort) | Wohngebäude, Helikon u. 30. | Wohngebäude                                                                                       | -4088      | BW |
| Hunyadi u. 4. (Standort) | Wohngebäude, Hunyadi u. 4. | Wohngebäude                                                                                       | -4089      | BW |
| Hunyadi u. 7. (Standort) | Wohngebäude, Hunyadi u. 7. | Wohngebäude                                                                                       | -4090      | BW |
| Jókai u. 2. (Standort) | Wohngebäude, Jókai u. 2. | Wohngebäude                                                                                       | -4091      | BW |
| Jókai u. 5. (Standort) | Wohngebäude, Jókai u. 5. | Wohngebäude                                                                                       | -4093      | BW |
| Kacsóh P. u. 3. (Standort) | Wohngebäude, Kacsóh P. u. 3. | Wohngebäude                                                                                       | -4094      | BW |
| Kastély u. 3. (Standort) | Wohngebäude, Kastély u. 3. | Wohngebäude                                                                                       | -4095      | BW |
| Kastély u. 7. (Standort) | Wohngebäude, Kastély u. 7. | Wohngebäude                                                                                       | -4096      | BW |
| Kastély u. 9. (Standort) | Wohngebäude, Kastély u. 9. | Wohngebäude                                                                                       | -4097      | BW |
| Kastély u. 18. (Standort) | Wohngebäude, Kastély u. 18. | Wohngebäude                                                                                       | -4098      | BW |
| Kossuth Lajos. u. 5. (Standort) | Wohngebäude, Kossuth Lajos. u. 5. | Wohngebäude                                                                                       | -4099      | BW |
| Kossuth Lajos. u. 11. (Standort) | Wohngebäude, Kossuth Lajos. u. 11. | Wohngebäude                                                                                       | -4100      | BW |
| Kossuth Lajos. u. 14. (Standort) | Wohngebäude, Kossuth Lajos. u. 14. | Wohngebäude                                                                                       | -4101      | BW |
| Kossuth Lajos. u. 18. (Standort) | Wohngebäude, Kossuth Lajos. u. 18. | Wohngebäude                                                                                       | -4102      | BW |
| Kossuth Lajos. u. 19. (Standort) | Wohngebäude, Kossuth Lajos. u. 19. | Wohngebäude                                                                                       | -4103      | BW |
| Kossuth Lajos. u. 21. (Standort) | Wohngebäude, Kossuth Lajos. u. 21. | Wohngebäude                                                                                       | -4105      | BW |
| Kossuth Lajos. u. 25. (Standort) | Wohngebäude, Kossuth Lajos. u. 25. | Wohngebäude                                                                                       | -4106      | BW |
| Kossuth Lajos. u. 26. (Standort) | Wohngebäude, Kossuth Lajos. u. 26. | Wohngebäude                                                                                       | -4107      | BW |
| Kossuth Lajos. u. 54. (Standort) | Wohngebäude, Kossuth Lajos. u. 54. | Wohngebäude                                                                                       | -4111      | BW |
| Kossuth Lajos. u. 60. (Standort) | Wohngebäude, Kossuth Lajos. u. 60. | Wohngebäude                                                                                       | -4112      | BW |
| Kossuth Lajos. u. 66. (Standort) | Wohngebäude, Kossuth Lajos. u. 66. | Wohngebäude                                                                                       | -4113      | BW |
| Kossuth Lajos. u. 71. (Standort) | Wohngebäude, Kossuth Lajos. u. 71. | Wohngebäude                                                                                       | -4114      | BW |
| Kossuth L. u. 85. (Standort) | Wohngebäude, Kossuth L. u. 85. | Wohngebäude                                                                                       | -4117      | BW |
| Kossuth L. u. 105-107. (Standort) | Wohngebäude, Kossuth L. u. 105-107. | Wohngebäude                                                                                       | -4118      | BW |
| Kossuth L. u. 113. (Standort) | Wohngebäude, Kossuth L. u. 113. | Wohngebäude                                                                                       | -4119      | BW |
| Munkácsy u. 19. (Standort) | Wohngebäude, Munkácsy u. 19. | Wohngebäude                                                                                       | -4120      | BW |
| Park u. 9. (Standort) | Wohngebäude, Park u. 9. | Wohngebäude                                                                                       | -4123      | BW |
| Pethő u. 1. (Standort) | Wohngebäude, Pethő u. 1. | Wohngebäude                                                                                       | -4124      | BW |
| Rákóczi u. 48. (Standort) | Wohngebäude, Rákóczi u. 48. | Wohngebäude                                                                                       | -4125      | BW |
| Rákóczi u. 76. (Standort) | Wohngebäude, Rákóczi u. 76. | Wohngebäude                                                                                       | -4126      | BW |
| Sopron u. 3. (Standort) | Wohngebäude, Sopron u. 3. | Wohngebäude                                                                                       | -4127      | BW |
| Sörház u. 5. (Standort) | Wohngebäude, Sörház u. 5. | Wohngebäude                                                                                       | -4129      | BW |
| Sörház u. 7/A-7/B. (Standort) | Wohngebäude, Sörház u. 7/A-7/B. | Wohngebäude                                                                                       | -4130      | BW |
| Szalsztó u. 2. (Standort) | Wohngebäude, Szalsztó u. 2. | Wohngebäude                                                                                       | -4131      | BW |
| Vörösmarty u. 11. (Standort) | Wohngebäude, Vörösmarty u. 11. | Wohngebäude                                                                                       | -4133      | BW |
| Vörösmarty u. 13. (Standort) | Wohngebäude, Vörösmarty u. 13. | Wohngebäude                                                                                       | -4134      | BW |
| Zrínyi u. 8. (Standort) | Wohngebäude, Zrínyi u. 8. | Wohngebäude                                                                                       | -4135      | BW |
| Zrínyi u. 12-14. (Standort) | Wohngebäude, Zrínyi u. 12-14. | Wohngebäude                                                                                       | -4136      | BW |
| Georgikon u. 1. (Standort) | Wohnhaus, Georgikon u. 1. | Wohnhaus                                                                                          | 10868      | BW |
| Kastély u. 5. (Standort) | Wohnhaus, Kastély u. 5. | Wohnhaus                                                                                          | 10877      | BW |
| Kastély u. 16. (Standort) | Wohnhaus, Kastély u. 16. | Wohnhaus                                                                                          | 10879      | BW |
| Kisfaludy u. 2. (Standort) | Wohnhaus, Kisfaludy u. 2. | Wohnhaus                                                                                          | 10880      | BW |
| Kossuth u. 1., Georgikon u. 2. (Standort) | Wohnhaus, Kossuth u. 1., Georgikon u. 2. | Wohnhaus                                                                                          | 10881      | BW |
| Kossuth u. 2. (Standort) | Wohnhaus, Kossuth u. 2. | Wohnhaus                                                                                          | 10882      | BW |
| Kossuth u. 6. (Standort) | Wohnhaus, Kossuth u. 6. | Wohnhaus                                                                                          | 10884      | BW |
| Kossuth u. 10. (Standort) | Wohnhaus, Kossuth u. 10. | Wohnhaus                                                                                          | 10885      | BW |
| Kossuth u. 13. (Standort) | Wohnhaus, Kossuth u. 13. | Wohnhaus                                                                                          | 10887      | BW |
| Kossuth u. 16. (Standort) | Wohnhaus, Kossuth u. 16. | Wohnhaus                                                                                          | 10888      | BW |
| Kossuth u. 17. (Standort) | Wohnhaus, Kossuth u. 17. | Wohnhaus                                                                                          | 10889      | BW |
| Kossuth u. 24. (Standort) | Wohnhaus, Kossuth u. 24. | Wohnhaus                                                                                          | 10892      | BW |
| Kossuth u. 33. (Standort) | Wohnhaus, Kossuth u. 33. | Wohnhaus                                                                                          | 10895      | BW |
| Kossuth u. 89. (Standort) | Wohnhaus, Kossuth u. 89. | Wohnhaus                                                                                          | 10897      | BW |
| Munkácsy Mihály u. 5. (Standort) | Wohnhaus, Munkácsy Mihály u. 5. | Wohnhaus                                                                                          | 10901      | BW |
| Sopron u. 7. (Standort) | Wohnhaus, Sopron u. 7. | Wohnhaus                                                                                          | 10903      | BW |
| Széchenyi u. 8. (Standort) | Laskay-Hoffmann-Haus, Széchenyi u. 8. | Laskay-Hoffmann-Haus                                                                              | 10904      | BW |
| Georgikon u. 23. (Standort) | Getreidespeicher, Georgikon u. 23. | Getreidespeicher                                                                                  | 10872      | BW |
| Lovassy Sándor u. 6. sz. ház udvarán (Standort) | Getreidespeicher, Lovassy Sándor u. 6. sz. ház udvarán | Getreidespeicher                                                                                  | 10900      | BW |
| Lovassy Sándor u. 2. (Standort) | Gutshof, Lovassy Sándor u. 2. | Gutshof                                                                                           | 10899      | BW |
| Újmajor (Standort) | Gutshof-Gebäude, Lehrbauernhof der Universität, Újmajor | Gutshof-Gebäude, Lehrbauernhof der Universität                                                    | 10910      | BW |
| Lehel u. 2. (Standort) | Waschhaus, ehemals zum Festetics-Herrenhaus gehörig, Lehel u. 2. | Waschhaus, ehemals zum Festetics-Herrenhaus gehörig                                               | 10898      | BW |
| Erzsébet királyné u. 2. (Standort) | Kino, Erzsébet királyné u. 2. | Kino                                                                                              | -4058      | BW |
| Múzeum u. 2. (Standort) | Museum, Múzeum u. 2. | Museum                                                                                            | -4121      | BW |
| Kossuth u. 30. (Standort) | Ossmann-Haus, Kossuth u. 30. | Ossmann-Haus                                                                                      | 10894      | BW |
| Kossuth Lajos. u. 73. (Standort) | Seniorenheim, Kossuth Lajos. u. 73. | Seniorenheim                                                                                      | -4115      | BW |
| Georgikon u. 21/B. (Standort) | Palmenhaus, Gewächshäuser, Georgikon u. 21/B. | Palmenhaus, Gewächshäuser                                                                         | 10871      | BW |
| Kossuth Lajos. u. 48. (Standort) | Post, Kossuth Lajos. u. 48. | Post                                                                                              | -4110      | BW |
| Fő tér 10. - Jókai u. 1., Fő tér 10., Jókai u. 1. (Standort) | Prämonstratenser, ehemaliges Franziskaner-Kloster, Fő tér 10. - Jókai u. 1., Fő tér 10., Jókai u. 1. | Prämonstratenser, ehemaliges Franziskaner-Kloster                                                 | 10867      | BW |
| (Kertváros) Ifjúság útja 55. (Standort) | Kelter, (Kertváros) Ifjúság útja 55. | Kelter                                                                                            | 10909      | BW |
| Fő tér 5. (Standort) | römisch-katholisches Pfarrhaus, Fő tér 5. | römisch-katholisches Pfarrhaus                                                                    | 11243      | BW |
| Fő tér (Standort) | römisch-katholische Pfarrkirche Magyarok Nagyasszonya, ehemalige Franziskanerkirche und Burgruine, Fő tér | römisch-katholische Pfarrkirche Magyarok Nagyasszonya, ehemalige Franziskanerkirche und Burgruine | 10864      | weitere Bilder                                                                                              |
| Szent Miklós temető (Standort) | römisch-katholische Friedhofskapelle, Szent Miklós temető | römisch-katholische Friedhofskapelle                                                              | 10905      | BW |
| Fenékpuszta (Standort) | Reste von Gebäuden aus der römischen Epoche, Fenékpuszta | Reste von Gebäuden aus der römischen Epoche                                                       | 10863      | BW |
| Kossuth u. 3. (Standort) | Simon-Haus, Kossuth u. 3. | Simon-Haus                                                                                        | 10883      | BW |
| Deák Ferenc u. 30-32., Deák Ferenc utca 32. (Standort) | Brauerei und Schnapsbrennerei, Deák Ferenc u. 30-32., Deák Ferenc utca 32. | Brauerei und Schnapsbrennerei                                                                     | 11242      | BW |
| Felszabadulás u.?, Tapolcai u. 1. (Standort) | St. Florian-Statue, Felszabadulás u.?, Tapolcai u. 1. | St. Florian-Statue                                                                                | 10860      | BW |
| Kastély u. 1. (Standort) | St. Ilona-Statue, Kastély u. 1. | St. Ilona-Statue                                                                                  | 10875      | BW |
| Fő tér (Standort) | Hl. Dreifaltigkeit-Statue, Fő tér | Hl. Dreifaltigkeit-Statue                                                                         | 10865      | weitere Bilder                                                                                              |
| Szent Miklós temető (Standort) | Leidender Christus-Statue, Szent Miklós temető | Leidender Christus-Statue                                                                         | 10856      | BW |
| Deák F. u. 18-20 (Standort) | Kirche, Deák F. u. 18-20 | Kirche                                                                                            | -4048      | BW |
| Tapolcai u. 1. (Standort) | Kirche, Tapolcai u. 1. | Kirche                                                                                            | -4132      | weitere Bilder                                                                                              |
| Sopron u. 14. (Standort) | Turm, Sopron u. 14. | Turm                                                                                              | -4128      | BW |
| Kossuth Lajos. u. 20. (Standort) | Geschäft, Kossuth Lajos. u. 20. | Geschäft                                                                                          | -4104      | BW |
| Fő tér 1. (Standort) | Stadthaus, Fő tér 1. | Stadthaus                                                                                         | 10866      | Stadthaus, Fő tér 1.                                                                                        |
| Balaton u. 17. (Standort) | Villa (Amt für Kulturerbe Büro Keszthely), Balaton u. 17. | Villa (Amt für Kulturerbe Büro Keszthely)                                                         | 10857      | BW |
| Kossuth u. 28. (Standort) | ehemaliges Stadthaus, Kossuth u. 28. | ehemaliges Stadthaus                                                                              | 10893      | BW |
| Goldmark u. 33. (Standort) | jüdischer Friedhof, Goldmark u. 33. | jüdischer Friedhof                                                                                | -4085      | weitere Bilder                                                                                              |
| Kossuth u. 20-22. (Standort) | Synagoge, Kossuth u. 20-22. | Synagoge                                                                                          | 10891      | weitere Bilder                                                                                              |